# فهرست مادران شاهان قاجار
این فهرست شامل مادران خونی شاهان قاجار است. هفت شاه قاجار در ۶ نسل بودند. در طول ۱۳۰ سال حکومت سلسله قاجار، شاهان همه از اعضای یک خاندان، یعنی خاندان قاجاریان بودند.
| عکس | نام          | لقب                | پسر       | قومیت (طایفه)                        | محل تولد                 | منبع        |
| --- | ------------ | ------------------ | --------- | ------------------------------------ | ------------------------ | ----------- |
|     | جیران        | مهد علیا           | محمد      | ترک‌زبان (اشاقه‌باش)                   | تبریز، امپراتوری زندیه   | [ ۱ ] [ ۲ ] |
|     | آسیه         | مهد علیا           | فتحعلی    | ترک‌زبانان (یوخاری‌باش)                | ؟                        | [ ۳ ] [ ۴ ] |
|     | گلین         | مهد علیا           | محمد      | ترک‌زبانان (دولو)                     | ؟                        | [ ۴ ] [ ۳ ] |
|     | ملک‌جهان      | مهد علیا نواب علیه | ناصرالدین | ترک‌زبان (قوانلو)                     | تهران، امپراتوری قاجاریه | [ ۵ ]       |
|     | شکوه السلطنه | نداشت              | مظفرالدین | ترک‌زبان (قوانلو)                     | تهران، امپراتوری قاجاریه | [ ۶ ]       |
|     | تاج‌الملوک    | ام‌الخاقان          | محمدعلی   | فارسی‌زبان (فراهانی) ترک‌زبان (قوانلو) | تهران، امپراتوری قاجاریه | [ ۷ ]       |
|     | ملکه جهان    | نداشت              | احمد      | ترک‌زبان (قوانلو)                     | تبریز، امپراتوری قاجاریه | [ ۸ ]       |